# 草枕

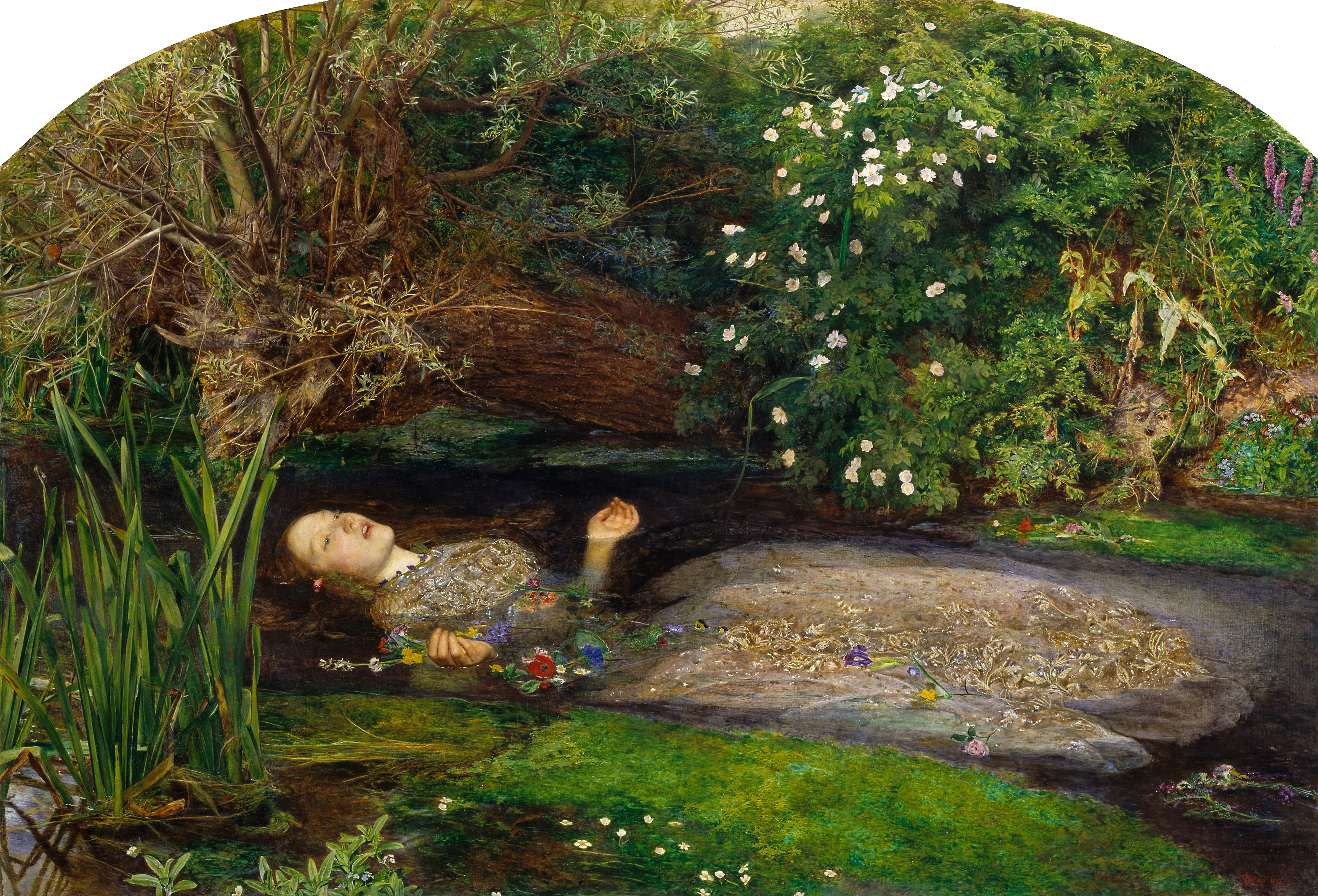
本作の中で言及されたジョン・エヴァレット・ミレーの『オフィーリア』

『草枕』（くさまくら）は、夏目漱石の小説。1906年（明治39年）に『新小説』に発表。「那古井温泉」（熊本県玉名市小天温泉がモデル）を舞台に、作者・漱石の言う「非人情」の世界を描いた作品である。
「山路（やまみち）を登りながら、こう考えた。」という一文に始まり、「智（ち）に働けば角（かど）が立つ。情に棹（さお）させば流される。意地を通せば窮屈だ。とかくに人の世は住みにくい。」と続く冒頭部分が特に有名である。初期の名作と評価されている。

## あらすじ
日露戦争のころ、30歳の洋画家である主人公が、山中の温泉宿に宿泊する。やがて宿の「若い奥様」の那美と知り合う。出戻りの彼女は、彼に「茫然たる事多時」と思わせる反面、「今まで見た女のうちでもっともうつくしい所作をする女」でもあった。そんな「非人情」な那美から、主人公は自分の画を描いてほしいと頼まれる。しかし、彼は彼女には「足りないところがある」と描かなかった。ある日、彼は那美と一緒に彼女の従兄弟（いとこ）で、再度満州の戦線へと徴集された久一の出発を見送りに駅まで行く。その時、ホームで偶然に「野武士」のような容貌をした、満州行きの為の「御金を（彼女に）貰いに来た」別れた夫と、那美は発車する汽車の窓ごしに瞬間見つめあった。そのとき那美の顔に浮かんだ「憐れ」を横で主人公はみてとり、感じて、「それだ、それだ、それが出れば画になりますよ」と「那美さんの肩を叩きながら小声に云う」という筋を背景に、漱石の芸術論を主人公の長い独白として織り交ぜながら、「久一」や「野武士（別れた夫）」の描写をとおして、戦死者が激増する現実、戦争のもたらすメリット、その様な戦争を生み出す西欧文化、それに対して、夏にまで鳴く山村の鶯（ウグイス）、田舎の人々との他愛のない会話などをとおして、東洋の芸術や文学について論じ漱石の感じる西欧化の波間の中の日本人がつづられている。

## 芸術論
「西洋の詩になると、人事が根本になるからいわゆる詩歌の純粋なるものもこの境を解脱する事を知らぬ。どこまでも同情だとか、愛だとか、正義だとか、自由だとか、浮世の勧工場（かんこうば）にあるものだけで用を弁じている。いくら詩的になっても地面の上を馳けてあるいて、銭の勘定を忘れるひまがない。」
「うれしい事に東洋の詩歌はそこを解脱したのがある。…超然と出世間的（しゅっせけんてき）に利害損得の汗を流し去った心持ちになれる。独坐幽篁裏（ひとりゆうこうのうちにざし）、弾琴復長嘯（きんをだんじてまたちょうしょうす）、深林人不知（しんりんひとしらず）、明月来相照（めいげつきたりてあいてらす）。ただ二十字のうちに優に別乾坤（べつけんこん）を建立（こんりゅう）している。…汽船、汽車、権利、義務、道徳、礼義で疲れ果てた後に、全てを忘却してぐっすり寝込む様な功徳である。」と芸術を東洋（中国や日本）の自然の中の人間と西洋の人の中の人間としてそれを対比している。
"The Three-Cornered World" は、アラン・ターニー (Alan Turney) が草枕の英訳に付けた題名である。ターニーは序文で「直訳すると The Grass Pillow になるがそれでは意味をなさない為この作品のテーマと考えられる一部分を題名にした」といった意味の事を書いている。これは「三」にある「して見ると四角な世界から常識と名のつく、一角を磨滅して、三角のうちに住むのを芸術家と呼んでもよかろう」を踏まえたものである。

## 日本の近代化（西洋文明の摂取）について
「二十世紀に睡眠が必要ならば、二十世紀にこの出世間的の詩味は大切である。惜しい事に今の詩を作る人も、詩を読む人もみんな、西洋人にかぶれているから、わざわざ呑気な扁舟を泛（）べてこの桃源に溯るものはないようだ。余は固より詩人を職業にしておらんから、王維や淵明の境界を今の世に布教して広げようと云う心掛も何もない。ただ自分にはこう云う感興が演芸会よりも舞踏会よりも薬になるように思われる。ファウストよりも、ハムレットよりもありがたく考えられる。」と批判している。

## 制作時期に関して
関係者への書簡から、詳しい制作時期が判明している。1906年（明治39年）7月26日に執筆開始。同年8月9日脱稿。「吾輩は猫である」の脱稿から10日後に執筆を開始し、完成したのはその2週間後であった。
熊本で英語教師をしていた漱石は、1897年（明治30年）の大晦日に、友人であった山川信次郎とともに熊本の小天温泉に出かけ、そのときの体験をもとに『草枕』を執筆した。作品の中で登場する「峠の茶屋」は、熊本市街から小天温泉に至る途中の道にあったと考えられており、この当時にあった「鳥越（とりごえ）の峠」もしくは、「野出（のいで）の峠」にあった茶屋が、そのモデルであるとされる。現在の鳥越の峠には1989年（平成元年）に当時あった茶屋を復元したものが建てられており、園内に漱石の句碑が建てられている。また、当時の茶屋は現存していないが、野出の峠のほうにも茶屋跡の碑と漱石の句碑がある。

## 書誌情報
1906年に『新小説』に発表され、1907年に『鶉籠（うずらかご）』に収録された。のちの1914年に、春陽堂から単独の単行本が出版された。これは読者からの希望に応じて、単独の書籍とする許諾を漱石から得て刊行されたと扉に記載がある。また、1917年に漱石全集の第2巻にも収録された。
- 夏目金之助『鶉籠』春陽堂、1907年1月1日。NDLJP:885509。
- 夏目金之助『草枕』春陽堂、1914年12月18日、250頁。NDLJP:917015。
- 夏目漱石『短篇小説集』漱石全集刊行会〈漱石全集 第2巻〉、1917年12月6日、890頁。NDLJP:957304。